# Museo nazionale Jean-Jacques Henner
Il Museo nazionale Jean-Jacques Henner (in francese: Musée national Jean-Jacques-Henner) è un museo di Parigi dedicato al pittore francese Jean-Jacques Henner (1829-1905). Aprì le porte al pubblico nel 1924, grazie alla donazione fatta l'anno prima allo stato da parte di Marie Henner, vedova del nipote dell'artista. Fa parte dei musei nazionali francesi e si trova in un vecchio hôtel particulier del diciannovesimo secolo, situato nel quartiere di Plaine-de-Monceaux, nel diciassettesimo arrondissement di Parigi.

## Storia
L'edificio che ospita il museo nacque come un hôtel particulier, costruito dall'architetto Nicolas Félix Escalier per il pittore Roger Jourdain. Nel 1878 il luogo venne acquistato dal pittore Guillaume Dubufe, presso il quale Henner si recò a cena per tre volte. Nel 1921, Marie Henner, vedova del nipote dell'artista, Jules, acquistò dagli eredi di Guillaume Dubufe l'hôtel particulier. Il 19 giugno 1923 ella donò allo stato l'edificio, che venne ristrutturato per essere trasformato in un museo, che aprì i battenti l'anno successivo.
Nel 1935 l'edificio venne rialzato di due piani sotto la direzione dell'architetto André Arfvidson. Tra il 2005 e il 2009 il museo fu chiuso e venne sottoposto a dei lavori di ammodernamento sotto la direzione dell'architetto Jean-François Bodin. Venne riaperto il 7 novembre del 2009. Il 17 settembre del 2013 il museo venne chiuso per effettuare dei lavori, soprattutto per il giardino d'inverno, e venne riaperto il 21 maggio del 2016. Dal 2017 è legato al museo Gustave Moreau tramite un decreto.

## Le collezioni
Distribuite su tre piani, le collezioni di più di trecento opere, mobili e oggetti si dividono in due grandi temi: la carriera ufficiale da artista e lo studio del pittore. Lo spazio introduttivo è l'antica sala da pranzo dell'hôtel particulier. Il soggiorno al piano terra (il salone delle colonne) presenta alcuni ritratti e alcuni dipinti della collezione. Il giardino d'inverno è uno spazio adibito alle mostre temporanee, ai concerti o agli spettacoli.

### Primo piano

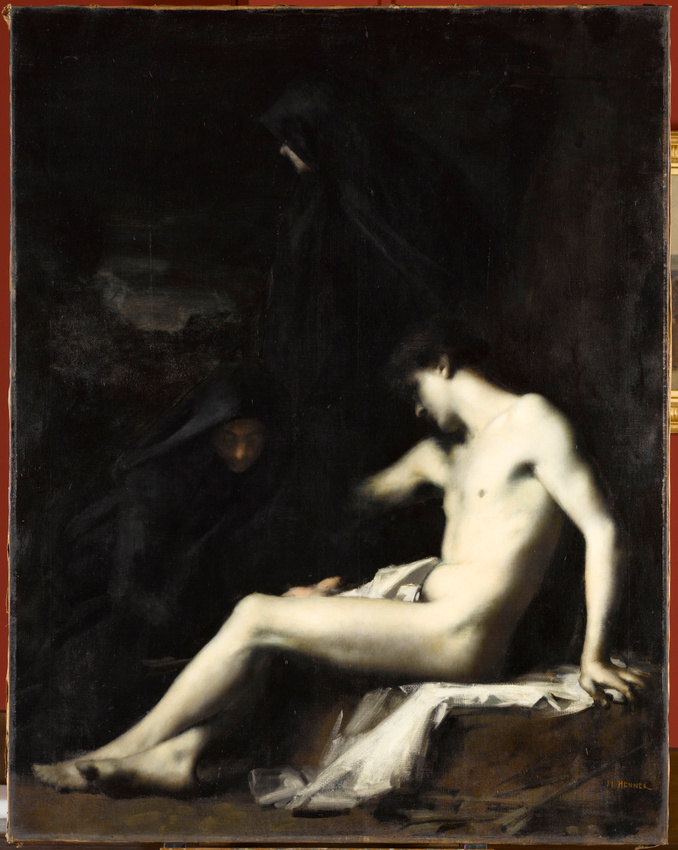
San Sebastiano, 1888

Al primo piano, due piccole sale rosse illustrano gli inizi della carriera dell'artista in Alsazia, i suoi anni di formazione, il suo premio di Roma e il suo soggiorno in Italia. La prima sala illustra i legami tra l'artista e la sua regione natale con dei ritratti, delle scene della vita quotidiana e dei paesaggi alsaziani che si uniscono in modo serrato, come il ritratto di sua nipote, Eugénie Henner, come un'alsaziana che tiene un cesto di mele. La seconda valorizza il quadro che gli valse il premio di Roma, Adamo ed Eva trovano il corpo di Abele, depositato dalla scuola nazionale superiore delle belle arti, così come il gran paesaggio del Pincio di Roma, la terrazza della villa Medici. Sono anche presenti un Ritratto di giovane, un insieme di schizzi che preparavano gli invii da Roma, delle piccole copie e dei paesaggi italiani dei quali il museo possiede un gran numero di pezzi.
Il salone rosso è dedicato alla carriera ufficiale di Henner ed è lì che si trova il suo dipinto più celebre, L'Alsazia. Lei attende. Sono presenti le opere presentate al Salone (Joseph Tournois, Portrait de Madame *** detto La Femme au parapluie, Le Sommeil, Madame Séraphin Henner, San Sebastiano, eccetera), degli schizzi e delle repliche che permettono di evocare i suoi dipinti principali (Egloga, La fontana, La sorgente, eccetera). Questa sala richiama anche la vita sociale dell'artista attraverso la sua attività di ritrattista.

### Secondo e terzo piano

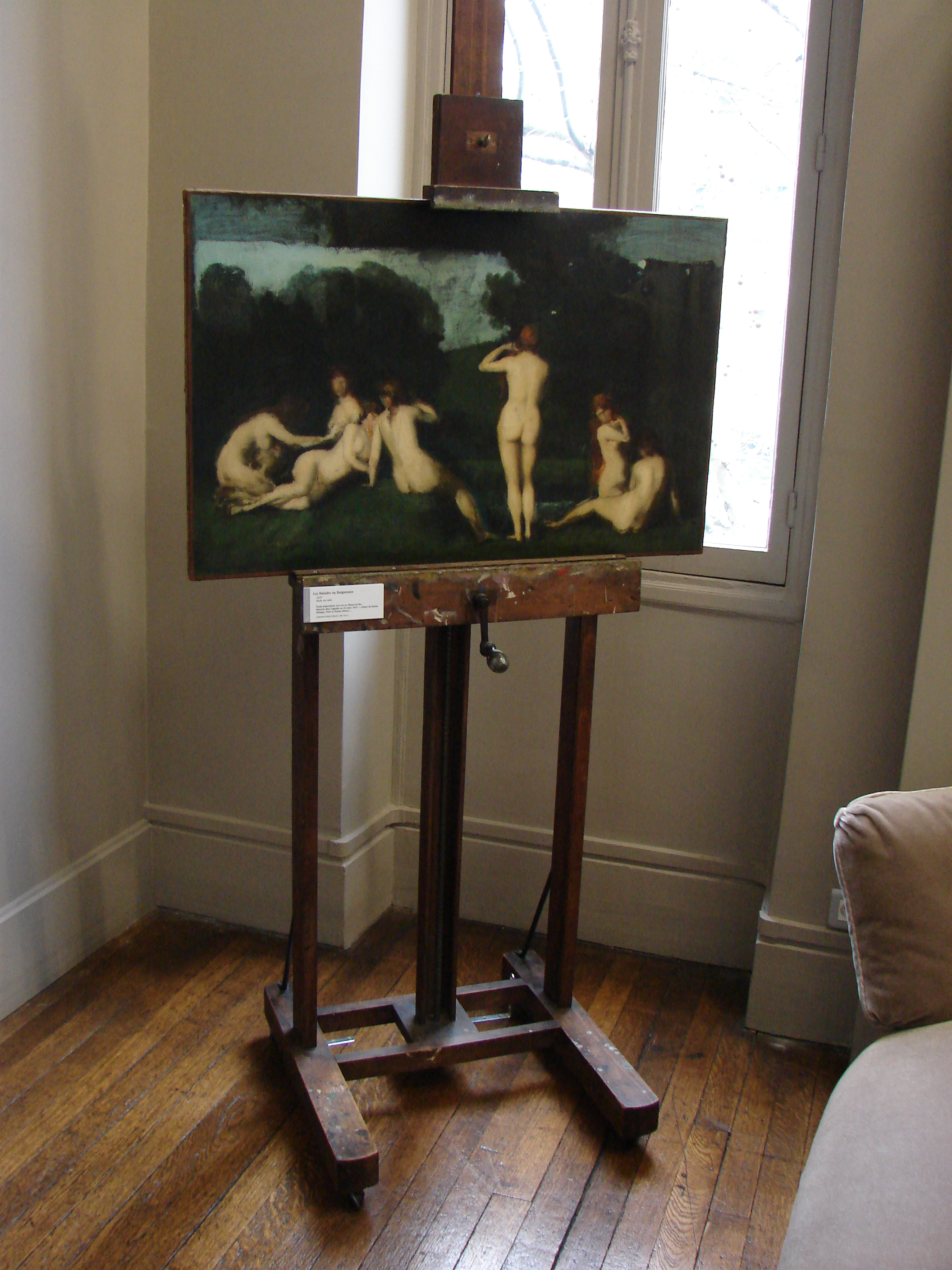
Il cavalletto dell'artista, sul quale si trova uno studio per la tela Le Naiadi.

Al secondo piano, una piccola sala situata dietro delle musciarabie presenta un'esposizione temporanea dei vari disegni nelle collezioni del museo.
Al terzo piano si trova lo studio grigio, dedicato al tema dell'atelier. Senza cercare di ricostruire lo studio del numero 11 di place Pigalle come appariva nelle fotografie dell'epoca, il museo si avvicina all'opera creativa dell'artista attraverso degli schizzi e delle opere incompiute (Erodiade, Rebecca, L'Enfant prodigue, La Vérité, eccetera). L'opera più grande del museo, Le Naiadi, è circondata da mobili e oggetti provenienti dallo studio di Henner (la scrivania, l'armadietto per la pittura, la tavolozza, il calamaio e altro).

### Dettagli sulla collezione
Con il tempo la collezione iniziale si arricchì. Oltre alle donazioni o ai lasciti privati, i musei del Louvre e d'Orsay vi depositarono opere importanti come il San Sebastiano e la Solitudine. Nel 1988, il museo Henner acquistò la sua prima opera, il Ritratto della contessa de Callac.
Il museo presenta anche dei dipinti e delle sculture provenienti dalla collezioni dell'artista (opere di Paul Dubois, Adolphe Monticelli, Félix Trutat, Antoine Vollon, François-Joseph Heim, Jean e Many Benner), oltre ai mobili e gli oggetti che gli erano appartenuti. Le collezioni di arte grafica, che contano più di 1300 disegni e varie incisioni e fotografie, sono esposte a rotazione durante le mostre temporanee.